# 俗信
俗信（ぞくしん）とは、社会において広く流布され伝承されてきた、ものごとの捉え方や考え方、また考えられた内容を言う。なぜ、そのような把握や考えが妥当かということについては、「昔からそう言われている」というような歴史的な継承性や、社会的な流布性の事実を根拠にする。
俗信は迷信と異なり、必ずしも間違った考えではないが、なぜ正しいのかという根拠が、伝承や社会での流布に依拠しているため、しばしば誤謬や空想や錯覚であることがある。しかし、俗信のなかにも、科学的な事実が明確でなかった時代の経験を通じた智慧が含まれることもある。

## 俗信という語の形成
「俗信」という熟語は、『大漢和辞典』（諸橋轍次）に記載が無く、中国では使用が確認できず、鈴木棠三は、「俗間信仰」などの縮約であり、近代の造語と見る。「民間」信仰ではなく、「俗間」なのは、江戸時代に「俗神道」などの語があることから、俗信という語感が受け入れられたのではないかとし、少なくとも大正2年（1913年）に創刊された雑誌『郷土研究』に掲載された南方熊楠の「紀州俗伝」に倣ったものと見られ、この中に今でいう俗信の意も含まれているとされる。同誌の第一巻十号に掲載された「俗信雑記」が俗信という語の最初見とされる。同稿筆者の桜井秀は風俗史研究家で民俗学者ではなかった。従って、俗信という表記使用例の最初は民俗学論ではなかった。

## 俗信のタイプ
俗信は、「通俗信仰」または「通俗信念」の略だと解せられるが、幾つかのタイプがあるとも言える。

### 短い句の形の俗信
- ごはんに箸を立ててはならない
- 畳のへりを踏んではならない
- みみずに小便をかけてはならない
- 夜、口笛を吹いてはならない（災いが起こる）
- 三人で一緒に写真を撮ってはならない（真ん中の人に災いが起こる）
- 夜に爪を切ると、親の死に目に会えない
- くしゃみをするとき、他人が噂をしている
- 食事をしたあとすぐ横になると牛になる
- 蛇の抜け殻を箪笥にしまっておくとお金が増える
- 茶柱が立つのは縁起が良い
- カラスがなくと死者が出る
- 雨蛙がなくと雨になる
- 猫が顔を洗うと雨になる
- 夕焼けがあると明日は晴れである

### 行動の規範
「何をしてはならない」「何をするべきである」「何をするのがよい」など、人々の行動のありように対し指針や規範を与える俗信がある。このような俗信には、古い時代は社会生活において合理的な背景があったが、時代や場所の変化によって、意味が不明となったものなどがある。
例えば、現在はほとんど廃れたが、半世紀ほど前には広く流布していた俗信に、「食い合わせ」というものがあった。これは特定の食品を同時に食べると、有害であるという考えである。例えば、「スイカと天ぷら」、「ウナギと梅干し」、「トウモロコシと氷水」などがある。
これらの食い合わせは、過去においては、何かの合理的な理由があったと想定できるものがあり、また「トウモロコシと氷水」のように、現在考えても、消化に良くないものなどもある。しかし、多くの食い合わせは、なぜそれが身体に悪いのか、根拠が不明である。

### 占い・縁起・語呂合わせ
「占い」は呪術に属するが、なぜ占いの結果が有効なのか、合理的に根拠が不明なものが多い。しかし、「易占」や「タロット占い」などは、占う当人が対象事象について知識を持っている場合は、普段のものごとの把握とは違う視点から事象を判断するという作業が要請され、意識的には思いつかなかったような出来事のありようを判断できることがあるという点からは、合理性がある。
「縁起が良い」「縁起が悪い」というのも、色々な場面で使われるが、なぜ縁起が良いのか、なぜ縁起が悪いのか、合理的根拠が不明なものが色々とある。歴史的に遡ると、意味がある場合もあれば、歴史的に遡って確かに何かの関連性はあるが、因果性は不明なものもある。
「鶴と亀は縁起が良い」というのは、両者は長命の象徴と考えられているからであるが、亀は確かに動物のなかでは長命な方であるが、鶴は長命とは言えない。古代中国の医学で、鶴の肉を食べると長命になるという教えがあるが、合理的な根拠が不明である。しかし、「鶴」が長命のシンボルや「縁起の良い動物」となっているのは、この古代中国の医学から来ているとも考えられる。
「北枕は縁起が悪い」というのも、仏教の開祖である釈迦牟尼が寂滅したとき、頭部を北の方向に向けて横たわり、そのまま世を去った為であると言われる。「北枕」は「偉大な者の滅び」を暗示するというので縁起が悪いのだと考えられる。
これに似たもので、数字合わせや語呂合わせの類の俗信がある。キリスト教文化では、「13という数字」は縁起が悪いとされ、これは救世主キリストがゴルゴタで十字架に磔され亡くなったのが、「13日の金曜日」であった為とされる。13号室という部屋番号は、西欧では避けられているとされる。「666」はヨハネの黙示録13章18節で獣の数字とされており、それが転じて俗に悪魔や悪魔主義的なものを指す数字とされる場合がある。
日本では、建物の部屋番号・駐車場の区画・パチンコの台番号などで、「4号、9号、29号、42号」など「4」および「9」の付く番号が、わざと存在しない場合がある。また、観光バスの号車数では欠番を出すと都合が悪いので4号車を「寿号車」などと表記している場合がある。これは「4（し）」は「死（し）」、「9（く）」は「苦」に通じ、縁起が悪いとされる為である。しかし、他方で、「4」という数字は、「四つ葉のクローバ」に見られるように縁起の良い数字だともされる。

### 未確認生物・物体

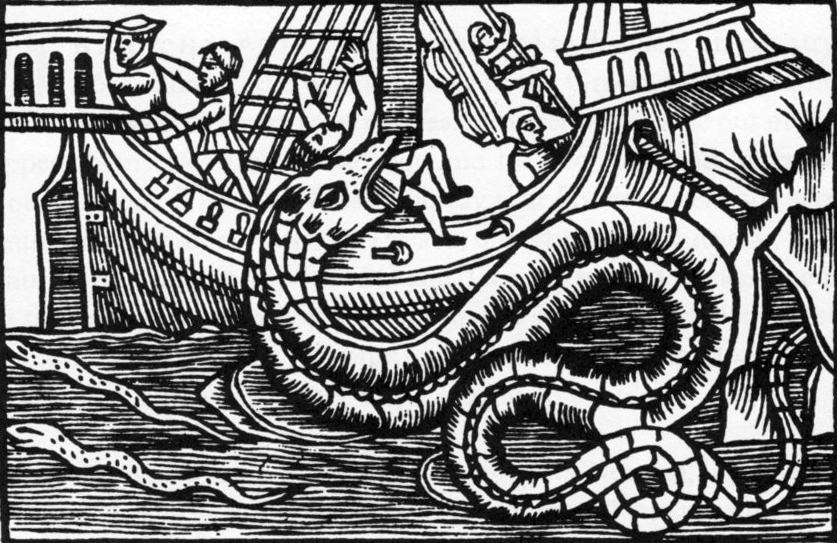
オオウミヘビの図

「雪男」や「山の怪物」、「森の巨人」などは、世界中の文化で伝承や伝説がある。これは、別の動物を誤認したか、または生活様式の異なる人々を、自分たちとは「別の存在」だと考えて、怪物の一種と捉えたのだとも考えられる。
日本の「山男・山姥」などは、平地で農耕生活をしていた人々が、山にあって森林の文化のなかで共同体を築いていた人々を、このように呼んだのだという可能性がある。ヒマラヤの雪男や、西欧・北欧・東欧の「山の巨人」は、ネアンデルタール人の生き残りだという説もあるが、真偽不明である。

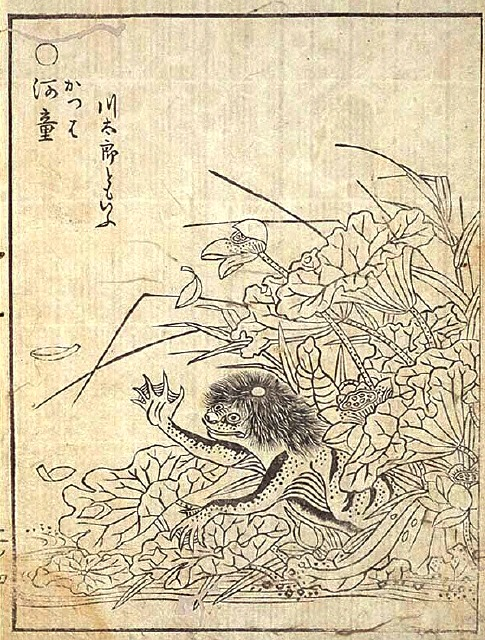
日本の河童の図

雪男や山男以外に、日本では、山や川や谷、あるいは平地や家の屋根裏などに、種々な「妖怪」がいると信じられてきた。妖怪と神はどう違うのかというのも、世界の文化のなかで見ると、神、精霊、妖怪、怪物などは、連続的に、様々なものが存在すると考えられて来た。
大洋には「オオウミヘビ」や「人魚」や「巨大ハマグリ」が住んでいるなどとも考えられていた。「大海蛇」は体長10メートルを越える「大ウナギ」「大アナゴ」ではないかと考えられているが、伝承されているような、体長20メートルから30メートル、あるいはそれを越えるような生物の標本は発見されていない。
人魚は、西欧のものは、ジュゴンやステラーカイギュウを誤認したのではないかと言われている。日本のものもやはりジュゴンかラッコの誤認であるとも考えられる。また日本の河童は、カワウソの誤認だという説がある。
インカが最盛期において極めて富んでいたことから、南米の密林の奥に、「黄金の都・黄金郷（エル・ドラード）」があると信じられ、長年探索されて来たが、2014年時点でそのようなものは見つかっていない。

## 俗信と知識の吟味
俗信はすべてが間違っているという訳ではなく、また有害だという訳でもない。人間の持っていた様々な知識は、勘違いや、誤認や、想像の産物が含まれていた。どのような知識が正確な知識なのか、事実と合致しているのか、あるいは合理的根拠があるのか、これらは実証的な手順に従って、吟味され判断されて来たのである。
「妖怪」などは、実証的に生物の標本を集めて行く過程で、そういう生物は標本が見つからないということや、また生物学の進展と共に、実在する生物としては、形態や生態が不合理だとの知見から、妖怪は「架空の生物」だとなった。しかし、妖怪は、人魚や河童などのように、別の生物の誤認という可能性もある。
世界の生物種には未発見のものが多いため、架空の生物とされたものが発見され実在する事例として扱われる可能性もある。その一方で世界的な環境破壊の影響を受け、架空の生物とされていたが実際は未発見のまま絶滅していた事例が発生する可能性もある。
縁起が良いとか悪いとか、あるいは占いの有効性などは、科学的に吟味して、妥当性がある場合とない場合がある。俗信が妥当かどうかは、科学的な、あるいは合理的な吟味や検証で確認する必要がある。

## 俗信と民俗学
俗信を研究対象にする学問は民俗学であるが、これらでは科学的な真偽とは別に、人々がどう考えていたか、なぜそう考えられるようになったのか、という態度で捉え人々の心性を明らかにしようと試みる。例えば天狗は一般に山伏への畏怖からくるものとされるがその背景に山上他界に基づく山岳信仰、山人への恐れ、霊魂観（『今昔物語集』では生霊としての天狗が出てくる）などをうかがう事が出来るわけである。また民俗学は普通一国内での研究を指す事が多いが、より広範な世界的観点から扱う学問に文化人類学がある。